# Stadshagen (metropolitana di Stoccolma)
Stadshagen è una stazione della metropolitana di Stoccolma.
È situata sul viale S:t Göransgatan, nell'omonimo quartiere sull'isola di Kungsholmen. Essa è posizionata sulla linea blu della rete metroviaria cittadina, fra le fermate Fridhemsplan e Västra skogen. La fermata di Kungsträdgården, capolinea orientale della linea, è distante circa tre chilometri.
L'apertura ufficiale della stazione di Stadshagen avvenne il 31 agosto 1975, quando fu inaugurato il tratto fra T-Centralen e Hjulsta.
Così come altre stazioni della locale metropolitana, la progettazione della stazione di Stadshagen fu affidata agli architetti Michael Granit e Per H. Reimers. Le decorazioni presenti al suo interno sono state curate da Lasse Lindqvist, con sei dipinti su lamiera che ritraggono scene di competizioni sportive.
Durante un normale giorno lavorativo, viene utilizzata pressappoco da 8.000 persone.

## Tempi di percorrenza
| Linea   | Capolinea       | Tempo  | Stazione                          | Tempo             |
| ------- | --------------- | ------ | --------------------------------- | ----------------- |
| T10     | Hjulsta         | 16 min | Fridhemsplan Rådhuset T-Centralen | 2 min 3 min 5 min |
| T11     | Akalla          | 16 min | Fridhemsplan Rådhuset T-Centralen | 2 min 3 min 5 min |
| T10/T11 | Kungsträdgården | 7 min  | Fridhemsplan Rådhuset T-Centralen | 2 min 3 min 5 min |